# 3R-Prinzip
Das 3R-Prinzip ist die Grundlage für die Tierschutzpolitik und Praxis moderner Forschungsansätze in vielen Ländern. Ihr Ziel ist es, Tierversuche vollständig zu vermeiden (Replacement) und die Zahl der Tiere (Reduction) und ihr Leiden (Refinement) in Versuchen auf das unerlässliche Maß zu beschränken.

## Geschichte
1959 haben die britischen Wissenschaftler William Russel und Rex Burch das Prinzip der 3R als ein Grundsatz der experimentellen wissenschaftlichen Arbeit in dem Buch „The Principles of Humane Experimental Technique“ veröffentlicht.
Mit der Europäischen Richtlinie 2010/63/EU des europäischen Parlaments und des Rates vom 22. September 2010 zum Schutz der für wissenschaftliche Zwecke verwendeten Tiere erfuhr das international anerkannte Prinzip der 3R im Jahr 2010 zum ersten Mal auch eine gesetzliche Anerkennung. Die Bestimmungen der Europäischen Richtlinie und damit auch das 3R Prinzip wurden 2013 mit dem Tierschutzgesetz und der Tierschutz-Versuchstierverordnung in deutsches Recht umgesetzt.

## Prinzip und Ziel der 3R
Das 3R-Prinzip, auch bekannt als 3-V-Prinzip (Vermeiden, Verringern, Verbessern), ist ein ethischer Rahmen für Tierversuche. Es zielt darauf ab, Tierversuche zu vermeiden oder zu minimieren, wenn sie unvermeidlich sind, und das Leiden der Tiere so gering wie möglich zu halten.
Die drei „R“ stehen für:
- Replacement (Vermeidung): Tierversuche sollen durch alternative Methoden ersetzt werden, wann immer dies möglich ist.
- Reduction (Verringerung): Wenn Tierversuche unvermeidlich sind, sollte die Anzahl der verwendeten Tiere auf ein Minimum reduziert werden.
- Refinement (Verbesserung): Die Tiere müssen artgerecht gehalten werden, mit genügend Platz und in einer Umgebung, die ihr Wohlbefinden fördert. Die Versuche sollten so gestaltet werden, dass die Belastung der Tiere so gering wie möglich ist.

Mit dem 3R-Prinzip und seiner Anerkennung ist das übergeordnete Ziel verknüpft, Tierversuche vollständig zu ersetzen, sobald dies wissenschaftlich möglich ist.

## Bundesnetzwerk 3R
Im Zentrum des Bundesnetzwerks 3R steht der inter- und transdisziplinäre Dialog zwischen Wissenschaft, Industrie, Verwaltung sowie Interessenverbänden. Das 3R-Konzept beschreibt das Ziel Tierversuche zu vermeiden (Replacement) und die Zahl der Tiere zu reduzieren (Reduction) und ihr Leiden in Versuchen zu beschränken (Refinement). Das vom Bundesministerium für Bildung und Forschung (BMBF) initiierte Bundesnetzwerk 3R versteht sich als Netzwerkinitiator, um Austausch- und Begegnungsmöglichkeiten zwischen den unterschiedlichen Disziplinen zu ermöglichen, um so die 3R-Methodenforschung in Deutschland voranzutreiben.
Im Januar 2022 ist das Bundesnetzwerk 3R gestartet: Zur Auftaktveranstaltung diskutierten mehr als 300 Teilnehmerinnen und Teilnehmern aus Wissenschaft, Industrie, Behörden und Verbänden gemeinsam die Perspektiven und Herausforderungen von 3R-Methoden, ihre Erforschung und ihre Implementierung in den Forschungsalltag sowie in die regulatorischen Vorschriften.

## Forschungsprojekte des Bf3R
Auf Basis des 3R-Prinzips betreibt das Bf3R eigene Forschung mit unterschiedlichen Zielsetzungen.

### Replace: Entwicklung neuer Ersatzmethoden zum Tierversuch
Um eine Versuchsmethode, bei der Tiere eingesetzt werden, vollständig durch eine Alternativmethode zu ersetzen, entwickelt das Bf3R Zell- und Gewebekulturmethoden. Sie sollen den Grundstein für die Schaffung neuer, tierfreier Alternativmethoden für die Grundlagenforschung und die toxikologische Bewertung legen.
Bisherige Forschungsprojekte für die biomedizinische Grundlagenforschung
- Knochen-auf-dem-Chip / Organ-on-a-Chip-Systeme[4][5][6]
- Entwicklung eines in vitro-Implantationsmodells (MIVI)[7][8]
- SMAFIRA – Eine Suchmaschine für Alternativen zu Tierversuchen

Bisherige Forschungsprojekte für die toxikologische Risikobewertung
- Entwicklung einer Alternativmethode zur Prüfung des krebsauslösenden Potentials hormonaktiver Substanzen[9][10][11]

- Alternativmethoden zum Tierversuch zum Nachweis hormonaktiver Wirkungen in vitro[12][13][14][15]
- Einfluss circadianer Regulationssysteme auf in vitro-Testmethoden[16]
- Toxikologische in vitro-Untersuchungen zur Kombinationswirkung von Fungiziden[17][18][19][20][21][22][23]
- Computational Toxicology: Rolle und Bedeutung neuartiger methodischer Ansätzen in der gesundheitlichen Risikobewertung[24][25]
- Etablierung von Integrated Approaches to Testing and Assessment (IATAs) zur Unterstützung von Nanomaterial-Gruppierungen[26]
- Vorhersage des sensibilisierenden Potentials von Chemikalien und Produkten in vitro im humanen System als Ersatz zum Tierversuch
- Entwicklung von „tätowierten“ 3D-Hautmodellen[27]
- In silico-Methoden für die Vorhersage gesundheitlich unerwünschter Eigenschaften von Pestiziden[28][29]

### Reduce: Entwicklung von Methoden zur Reduktion der Versuchstierzahlen
Um Möglichkeiten zu erkennen, inwieweit eine Verringerung der Zahl eingesetzter Versuchstiere in der Forschung erreicht werden kann, forscht das Bf3R an neuen statistischen und bioinformatischen Analysemodellen. Mit ihnen sollen Rückschlüsse darauf gewonnen werden, ob Versuchstiere aufgrund der Reproduzierbarkeitskrise in der Wissenschaft unnötigerweise verwendet werden und welche methodischen und institutionellen Änderungen der Forschung und des Publikationsprozesses dazu beitragen können, dass weniger Tierversuche durchgeführt werden. Zugleich verfolgt das Bf3R mittels neuer biometrischer Ansätze das Ziel, die statistische Planung von Versuchen mit und ohne den Einsatz von Versuchstieren effizienter zu gestalten. Bei angedachten Forschungsvorhaben mit Versuchstieren soll so die Anzahl der dazu notwendigen Tiere auf das erforderliche Mindestmaß reduziert werden.

### Refine: Erforschung von Methoden zur Verminderung von Schmerzen oder Leiden der Versuchstiere
Um Aspekte wie Schmerzen, Leiden oder Stress bei Versuchstieren zu reduzieren und somit zugleich auch die Qualität von Versuchsergebnissen zu erhöhen, erforscht das Bf3R Maßnahmen zur Reduzierung von Belastungen und der Verbesserung des Wohlergehens. Zudem werden Bewertungskriterien für die Einschätzung des Belastungsgrades entwickelt. Bisherige Forschungsprojekte:
- Verbesserung der Haltungsbedingungen von Versuchstieren[36]
- Entwicklung von Wahlversuchen[37] zur Bestimmung der Bedürfnisse aus Sicht der Versuchstiere
- Einfluss chronischer Monotonie und Langeweile auf das psychoemotionale Verhalten und die Kognition der Versuchstiere
- Automatisierte Erkennung von Belastung anhand von Gesichtsmerkmalen
- „Tierpersönlichkeit“ – Persönlichkeitsmerkmale und ihr Einfluss auf Versuchsergebnisse und ihre Reproduzierbarkeit
- Schmerzwahrnehmung bei Fischen (am Modellorganismus Zebrabärbling)[38]
- Methodik und Wirksamkeit von Trainingsmaßnahmen für Versuchstiere